# Uriménil
Uriménil és un municipi francès, situat al departament dels Vosges i a la regió del Gran Est. L'any 2007 tenia 1.353 habitants.

## Demografia

### Població
El 2007 la població de fet d'Uriménil era de 1.353 persones. Hi havia 564 famílies, de les quals 160 eren unipersonals (60 homes vivint sols i 100 dones vivint soles), 152 parelles sense fills, 204 parelles amb fills i 48 famílies monoparentals amb fills.
La població ha evolucionat segons el següent gràfic:
Habitants censats

### Habitatges
El 2007 hi havia 627 habitatges, 560 eren l'habitatge principal de la família, 25 eren segones residències i 42 estaven desocupats. 452 eren cases i 173 eren apartaments. Dels 560 habitatges principals, 401 estaven ocupats pels seus propietaris, 140 estaven llogats i ocupats pels llogaters i 19 estaven cedits a títol gratuït; 7 tenien una cambra, 33 en tenien dues, 68 en tenien tres, 143 en tenien quatre i 309 en tenien cinc o més. 482 habitatges disposaven pel capbaix d'una plaça de pàrquing. A 236 habitatges hi havia un automòbil i a 253 n'hi havia dos o més.

### Piràmide de població
La piràmide de població per edats i sexe el 2009 era:
| Homes | Edats   | Dones |
| ----- | ------- | ----- |
| 0     | 95 o +  | 0     |
| 0     | 90 a 94 | 0     |
| 0     | 85 a 89 | 4     |
| 8     | 80 a 84 | 12    |
| 28    | 75 a 79 | 32    |
| 16    | 70 a 74 | 24    |
| 8     | 65 a 69 | 28    |
| 48    | 60 a 64 | 32    |
| 36    | 55 a 59 | 40    |
| 60    | 50 a 54 | 56    |
| 84    | 45 a 49 | 48    |
| 56    | 40 a 44 | 48    |
| 44    | 35 a 39 | 56    |
| 28    | 30 a 34 | 52    |
| 56    | 25 a 29 | 48    |
| 40    | 20 a 24 | 52    |
| 36    | 15 a 19 | 44    |
| 44    | 10 a 14 | 44    |
| 44    | 5 a 9   | 64    |
| 24    | 0 a 4   | 36    |

## Economia
El 2007 la població en edat de treballar era de 939 persones, 699 eren actives i 240 eren inactives. De les 699 persones actives 620 estaven ocupades (356 homes i 264 dones) i 79 estaven aturades (25 homes i 54 dones). De les 240 persones inactives 108 estaven jubilades, 76 estaven estudiant i 56 estaven classificades com a «altres inactius».

### Ingressos
El 2009 a Uriménil hi havia 553 unitats fiscals que integraven 1.351 persones, la mediana anual d'ingressos fiscals per persona era de 17.097 €.

### Activitats econòmiques
Dels 49 establiments que hi havia el 2007, 1 era d'una empresa extractiva, 1 d'una empresa alimentària, 9 d'empreses de fabricació d'altres productes industrials, 7 d'empreses de construcció, 11 d'empreses de comerç i reparació d'automòbils, 2 d'empreses de transport, 2 d'empreses d'hostatgeria i restauració, 1 d'una empresa financera, 4 d'empreses immobiliàries, 5 d'empreses de serveis, 3 d'entitats de l'administració pública i 3 d'empreses classificades com a «altres activitats de serveis».
Dels 13 establiments de servei als particulars que hi havia el 2009, 3 eren tallers de reparació d'automòbils i de material agrícola, 1 establiment de lloguer de cotxes, 2 fusteries, 1 lampisteria, 2 electricistes, 2 perruqueries i 2 restaurants.
Dels 4 establiments comercials que hi havia el 2009, 1 era un hipermercat, 1 una botiga de menys de 120 m², 1 una fleca i 1 una llibreria.
L'any 2000 a Uriménil hi havia 15 explotacions agrícoles que ocupaven un total de 672 hectàrees.

## Equipaments sanitaris i escolars
L'únic equipament sanitari que hi havia el 2009 era una farmàcia.
El 2009 hi havia una escola elemental.

## Poblacions més properes
El següent diagrama mostra les poblacions més properes.